# Orquesta Nacional de los Países del Loira
La Orquesta Nacional de los Países del Loira (en francés: Orchestre national des Pays de la Loire, o ONPL) es una orquesta sinfónica con sede en Angers y Nantes, Francia. La orquesta recibe soporte del Consejo Regional de Países del Loira.
Nacida en 1971 de la reunión de la orquesta de la Ópera de Nantes y de la Sociedad de conciertos populares de Angers, fundada por el director Jules Bordier a finales del siglo XIX, fue primero llamada Orquesta filarmónica de País del Loira antes de convertirse en la Orquesta Nacional de los Países del Loira.

## Historia
El grupo fue creado por iniciativa de Marcel Landowski, director de música del Ministerio de Cultura francés. La orquesta está formada por la unión de la orquesta de la ópera de Nantes y la orquesta de la Société des concerts populaire d'Angers. Desde su origen, ha tenido la particularidad de tener su sede en dos ciudades, con su centenar de músicos distribuidos a partes iguales entre Angers y Nantes. En septiembre de 1971, la Orquesta Filarmónica del País del Loira ofreció sus primeros conciertos bajo la dirección de Pierre Dervaux. El concierto inaugural tuvo lugar en Fontevraud el 21 de septiembre de 1971, seguido de un concierto en el Greniers Saint-Jean de Angers y otro en la ópera Graslin de Nantes.
En 1976 Dervaux fue sucedido como director musical por Marc Soustrot, bajo cuya dirección, la orquesta ofreció varios conciertos por Europa y Estados Unidos hasta 1994, año en el que el holandés Hubert Soudant fue nombrado director. Bajo la dirección de Soudant y del consejo regional de Pays de la Loire, la orquesta filarmónica obtuvo en 1996, el sello de orquesta nacional de 1994 a 2004.
En 1998 la orquesta colaboró con el grupo de folk bretón Tri Yann, para una serie de conciertos que dieron como resultado la grabación del álbum en directo La Tradition symphonique. La colaboración se repitió varias veces en 2000, 2001 y 2004.
En 2004 fue nombrado director musical el brasileño Isaac Karabtchevsky, que impulsó la creación de un coro, con el fin de ampliar el repertorio de la orquesta a las principales obras vocales.
En septiembre de 2010, el director estadounidense John Axelrod asumió el cargo de director musical. Durante su segunda temporada, rindió homenaje a los 40 años de la ONPL , en particular retomando el mismo programa musical que el primer concierto de la orquesta e invitando a los antiguos directores musicales a volver a dirigirla. Con motivo del cincuentenario de las relaciones amistosas entre China y Francia, la Región de Países del Loira organizó en 2014 varios eventos en los que participa la orquesta. En septiembre de 2014, Pascal Rophé sucedió a John Axelrod. Ese mismo mes, el coro de la orquesta abandonó su escenario tradicional para interpretar una de las canciones favoritas de los aficionados al fútbol del Nantes. Pascal Rophé pidió entonces a los estudiantes del Conservatorio Nacional Superior de Música de París que compusieran un himno deportivo para el Comité Olímpico y Deportivo Regional del País del Loira. Cuatro obras se presentan al jurado y al público el 25 de septiembre de 2015 en Nantes.
Desde 2022, la orquesta es dirigida por Sascha Goetzel.

## Directores de música
- Pierre Dervaux (1971-1976)
- Marc Soustrot (1976-1994)
- Hubert Soudant (1994-2004)
- Isaac Karabtchevsky (2004-2010)
- John Axelrod (2010-2014)
- Pascal Rophé (2014-2022)